# Bobby Rock
Bobby Rock (ur. 13 lipca 1963 w Livemore) – perkusista, grający w takich zespołach jak Vinnie Vincent Invasion, Nitro, Hardline, Slaughter (zastępował Blasa Eliasa), Nelson, Brunette i Carnival Of Souls. Autor książek o m.in. muzyce, veganizmie i zdrowiu.
Jest szefem i założycielem Paranormal Records, Zen Man Media i Rock-Solid Fitness.